# NHIndustries

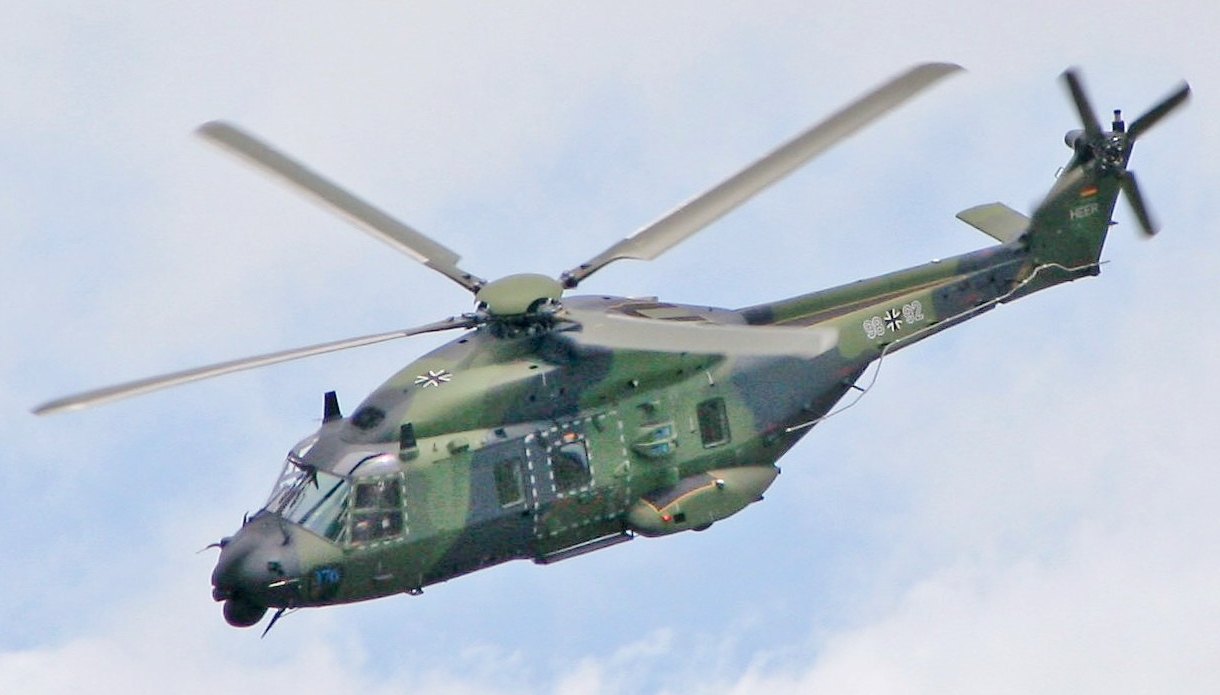
Un NH90 del Ejército Alemán.

NHIndustries (NHI) es una compañía fabricante de helicópteros establecida en 1992 por el Grupo Eurocopter de Alemania y Francia, Agusta de Italia y Stork Fokker Aerospace de los Países Bajos.
La participación de cada una de esas empresas en NHIndustries es la siguiente:
- Eurocopter: 62,5%
- Agusta: 32%
- Stork Fokker: 5,5%

NHIndustries fue establecida específicamente para ser el contratista principal para el diseño y desarrollo, industrialización, producción y soporte logístico de la serie de helicópteros NHI NH90.